# Флёри, Жан-Франсуа Бонавентюр
Жан-Франсуа Бонавентюр Флёри (фр. Jean François Bonaventure Fleury; 21 февраля 1816, Ваствиль, Нормандия — 17 августа 1894, Гревиль-Аг, Нормандия) — французский писатель

, журналист, редактор, педагог.

## Биография
Родился 21 февраля 1816 года в Ваствиле, в семье скромного достатка.
Получил стипендию для учёбы в колледже Шербур-ан-Котантена, окончив который выступил на литературное поприще: в 1837—1841 годах работал журналистом, преподавателем и главным редактором журнала «Journal de Cherbourg». С 1841 по 1857 год сотрудничал в различных периодических изданиях Парижа, особенно в «Démocratie pacifique», «Journal des méres et des enfants» и в «Encyclopédie du XIX siècle».
Член Национального академического общества Шербура; издал нескольких книг о Шербуре и его окрестностях, опубликовал туристический путеводитель по Шербуру. Собрал большую библиотеку. Самостоятельно выучил несколько иностранных языков (испанский, английский и немецкий).
В 1857 году отправился в качестве гувернёра в Россию, где прожил 37 лет и написал там большую часть своих работ. Жил в Санкт-Петербурге; с 1863 года был преподавателем французского языка 5-й Санкт-Петербургской гимназии и профессором французской литературы в Училище правоведения. Также преподавал во многих петербургских женских институтах и гимназиях. В 1872 году стал преподавателем французского языка в Императорском Санкт-Петербургском университете, занимая эту должность до 1890 года. Опубликовал много широко распространенных работ по французскому языку и грамматике, по русской и французской литературе.
Печатался с 1873 года как театральный критик в «Journal de St.-Pétersbourg»; сотрудничал также в «Mémoires de la Société de linguistique» и «Revue pédagogique» («Воспоминания Общества лингвистов» и « Обзор образования»); сообщал о русских делах во Францию: был корреспондентом «Le Figaro», «Revue internationale», «Revue Universelle» и «Bibliothèque universelle».
Скончался 17 августа 1894 года в Гревиль-Аге.
Его дочь — известная писательница, писавшая романы из русской жизни под псевдонимом Анри Гревиль.

## Избранные публикации
- Cherbourg et ses environs : nouveau guide du voyageur à Cherbourg, avec Hippolyte Vallée, Cherbourg, 1839.
- Traditions populaires des environs de Cherbourg, 1840—1841.
- Vie de Bernardin de Saint-Pierre, 1843.
- Krylov et ses fables, Paris, 1862.
- Histoire élémentaire de la littérature française, depuis l’origine jusqu’à nos jours, Paris, Plon, 1867—1890.
- Du Caractère spécial de la langue et de la littérature française, Saint-Pétersbourg, 1873.
- Éléments de cosmographie. Géographie de l’Europe, avec Marie Pape-Carpantier, Paris, Hachette, 1877.
- Rabelais et ses œuvres, Paris, Librairie académique Didier, 1877.
- Marivaux et le marivaudage, Paris, Plon, 1881.
- Littérature orale de Basse-Normandie, Paris, Maisonneuve & Leclerc, 1883. Traduction japonaise (extraits) par Kôji
- Essai sur le patois de la Hague, Paris, Maisonneuve & Leclerc, 1886.
- Mes délassements, Saint-Pétersbourg, 1887.
- Récits et descriptions, Saint-Pétersbourg, 1887 (en russe et en français).
- Les Savoisiens dans la littérature française, Annecy, 1888.
- J.-F Millet, Cherbourg, 1890.
- La Grammaire en action, Paris, Borrani, 3 vol. : 1, Principes ; 2, Orthographe ; 3, Syntaxe (9e éd., 1892).
- Conseils aux maitres gui enseignent la langue française en Russie, 1892.
- Les Aspects et les temps, la Conjugaison dans les langues romanes et dans les langues slaves, 1893.
- Le livre du maitre. Supplément à toutes les grammaires françaises employées en Russie. Les aspects et les temps de la conjugaison russe et la conjugaison du français et des autres langues romanes. Le subjonctif et le participe, Saint-Pétersbourg, Chez les principaux libraires, 1893.
- Extrait des meilleurs auteurs français par ordre chronologique et Analyse et extraits des chefs-d'œuvre de la langue française de 1600 à nos jours, Saint-Pétersbourg.
- Dictionnaire français illustré des mots et des choses, ou Dictionnaire encyclopédique des écoles, des métiers et de la vie pratique, avec Larive. Paris, G. Chamerot, 1888—1889.
- Extraits des Mémoires de la Société nationale académique de Cherbourg, Cherbourg,